# Бердыкель
Бердыкель (чечен. БердакӀел; с 1944 по 2021 год Комсомольское) — село в Чеченской Республике Российской Федерации, в составе городского округа город Аргун.
До 1 января 2020 года — входил в состав Грозненского района.

## География
Село расположено у северного подножья Грозненского хребта, на левом берегу реки Аргун, в 6 км к востоку от города Грозный, напротив города Аргун.
Ближайшие населённые пункты: на севере — село Центора-Юрт и посёлок Примыкание, на северо-востоке — город Аргун, на юго-востоке — село Мескер-Юрт, на юге — село Белгатой, на юго-западе — село Чечен-Аул и Посёлок Элиханова, на западе — село Пригородное и на северо-западе — посёлок Ханкала (ныне в составе города Грозный).

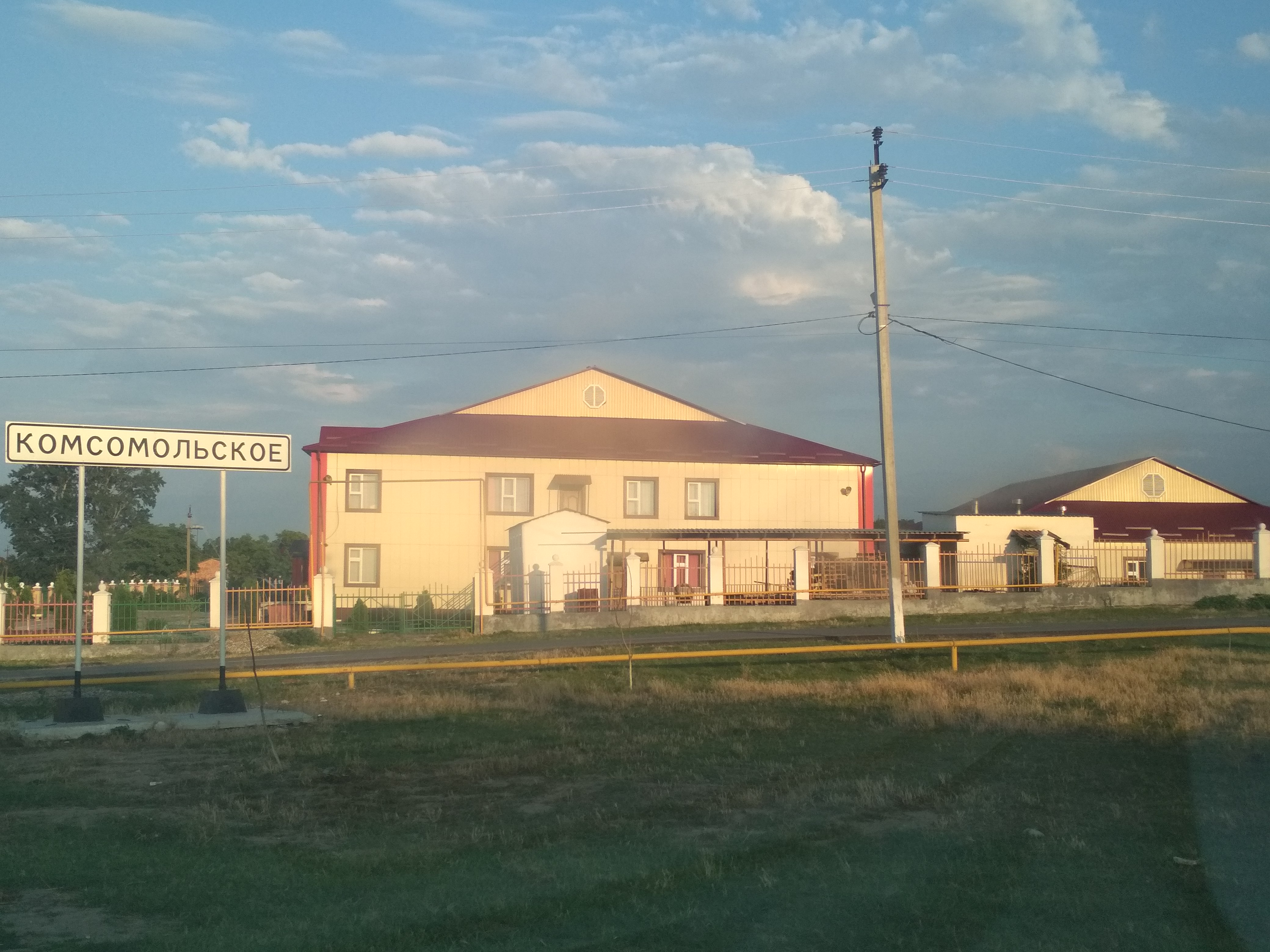

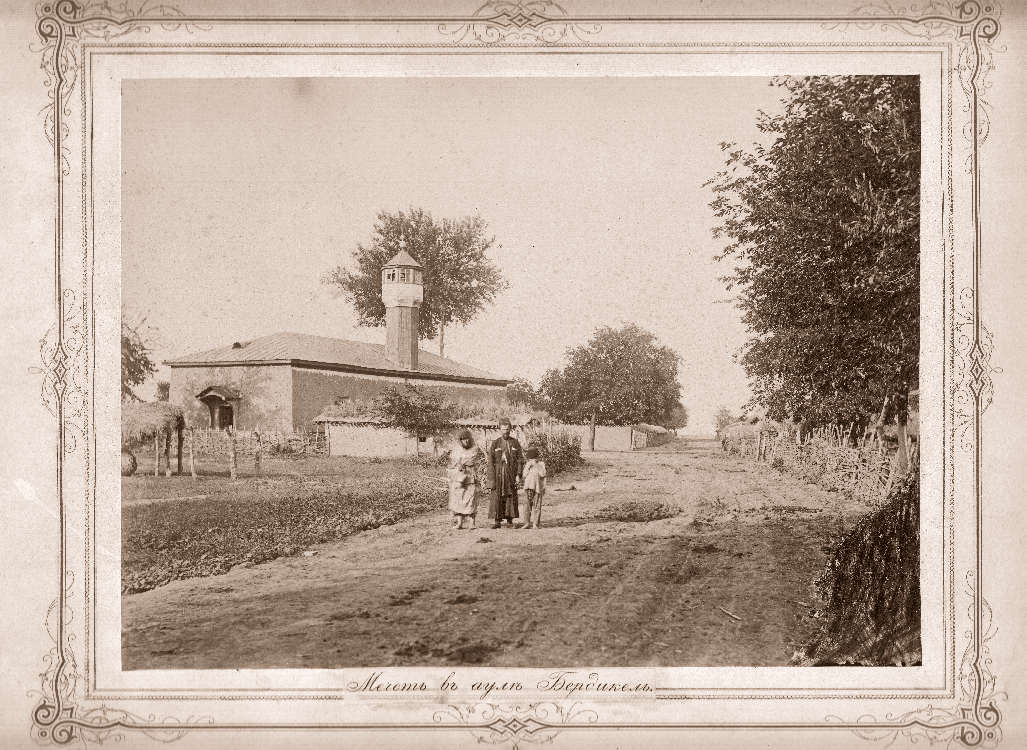
Мечеть в Бердыкель. Фотография 79-го Куринского пехотного полка второй половины XIX века

## История
В 1919 году деникинцы сожгли десятки селений, чьи жители оказали им сопротивление, — Чечен-Аул, Устар-Гардой, Гудермес, Герзель-Аул, Алхан-Юрт, Сержень-Юрт, Цоци-Юрт и др., в том числе и Бердыкель.
До 1 августа 1934 года село Бердыкель входило в Урус-Мартановский район.
1 августа 1934 года ВЦИК постановил «образовать в Чечено-Ингушской автономной области новый Грозненский район с центром в городе Грозном, включив в его границы селения Бердыкель, Чечен-Аул, Новые Алды и Алхан-Кала Урус-Мартановского района».
В 1944 году, после депортации чеченцев и упразднения Чечено-Ингушской АССР, селение было переименовано в Комсомольское.
1 января 2020 года село вместе со всей территорией бывшего Комсомольского сельского поселения передано из Грозненского района в состав городского округа город Аргун.
В августе 2021 года селу было возвращено историческое название.

## Население
| 1970 | 1990  | 2002  | 2010  | 2021  |
| ---- | ----- | ----- | ----- | ----- |
| 4738 | ↗5750 | ↗7124 | ↘6945 | ↗8346 |

Национальный состав
По данным Всероссийской переписи населения 2010 года (вкл. посёлок Примыкание):
| № | Национальность | Численность, чел. | Доля    |
| - | -------------- | ----------------- | ------- |
| 1 | чеченцы        | 7245              | 99,82 % |
| 2 | другие         | 13                | 0,18 %  |

## Тайпы
В селе преимущественно проживают представители тайпов:
- Жей
- Акхий
- Алларой
- Белгатой
- Хой
- Цонтарой
- Гендаргеной
- Харачой
- Эгашбатой
- Мержой
- Пешхой
- Цечой
- Билтой
- Ялхой
- Цикарой
- Гордалой
- Кей
- Ширдий
- Балой
- Галай
- Чартой
- Гуной
- Макажой
- Мужахой
- Курчалой
- Мескрой
- Устрадой

## Известные уроженцы
- Идрисов, Абухаджи — ветеран Великой Отечественной войны, Герой Советского Союза[13][14].
- Узаев Магомед Альвиевич — Государственный деятель.
- Умаев Идрис Ибрагимович — футболист[15].
- Эдиев Асламбек Лечиевич — чеченский тяжелоатлет, 5-кратный чемпион России, многократный призёр чемпионатов Европы и мира, заслуженный мастер спорта России, тренер сборной команды Чеченской Республики по тяжёлой атлетике[16].
- Эдиев Исмаил Ибрагимович — футболист.
- Солтаханов Ширвани Хусаинович  — Область научных интересов — неголономная механика и управление. Автор свыше 100 научных работ, опубликованных в ведущих изданиях России, а также в США, Европе и Азии на немецком, китайском и английском языках. Лауреат премии Санкт-Петербургского государственного университета «За научные труды». Член Российского Национального Комитета по теоретической и прикладной механике РАН[17]
- Цехаев Межит – общественный деятель, старшина с. Бердыкель. В июне 1917 г. провёл крупную операцию против грабителей в Грозненском округе[18].

## Образование
- МБОУ «СОШ-1 с. Бердыкель»
- МБОУ «СОШ-2 с. Бердыкель»
- МБОУ «НОШ с. Бердыкель»
- ЧОУ НОШ «Арбильяс»